# Mercedes-Benz 170S
Mercedes-Benz 170 S (W136/W191) — це розкішний автомобіль, який випускався компанією Mercedes-Benz з 1949 по 1955 рік у різних бензинових та дизельних версіях. Спочатку він пропонувався з 1,8-літровою версією 1,7-літрового рядного чотирициліндрового двигуна M136, який використовувався в дещо меншому серійному типі 170 V. Це був перший Mercedes-Benz, у назві якого був суфікс «S» (від Sonder modell (спеціальна модель)), що позначав вищий рівень комфорту та якості. Таким чином, його цільовою аудиторією були успішні власники бізнесу та директори компаній.

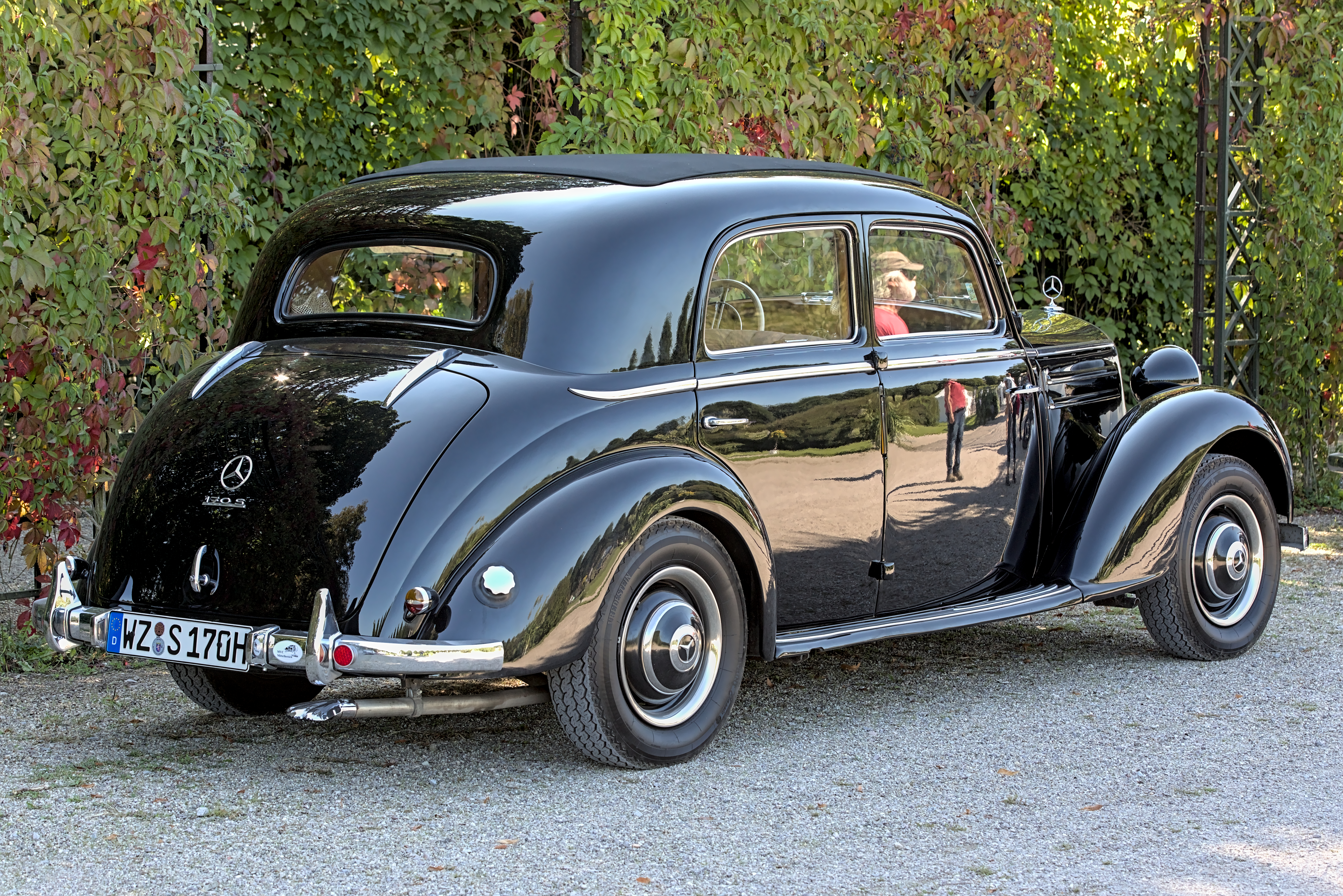

170 S був випущений у травні 1949 року, спочатку з тим самим номером шасі, що й W136 170 V, і дуже нагадував його. Однак у кількох аспектах він був більш прямим розвитком шестициліндрового W153 Mercedes-Benz 230, який компанія випускала, хоча й у невеликій кількості, між 1938 і 1943 роками.
Перше оновлення 170 S відбулося в січні 1952 року, ще більше віддаляючись від 170 V з власним номером шасі W191. Представлення Mercedes роком раніше... Розкішна модель Mercedes-Benz W187 220 з 2,2-літровим шестициліндровим двигуном M180, що розташовувалася між 170 S та флагманом компанії, 3,0-літровим Mercedes-Benz W186 Adenauer Tourer, підірвала нішу чотирициліндрового 170 S у категорії розкоші.
З появою абсолютно нового 1,8-літрового Mercedes-Benz W120 180 "Ponton" у 1953 році, виробництво 170 S було знято, а на його місце вийшов 170 S-V з більшим двигуном 170 S, але з дещо меншим кузовом 170 V. Повернувшись до коду шасі W136, виробництво S-V припинилося у 1955 році.